# Laurypta apicalis
Laurypta apicalis är en tvåvingeart som först beskrevs av Donald Henry Colless 1966.  Laurypta apicalis ingår i släktet Laurypta och familjen platthornsmyggor. Inga underarter finns listade i Catalogue of Life.